# 耕洋丸 (3代)
耕洋丸（こうようまる）は、水産大学校が保有していた漁業練習船。本項目では、1978年に竣工した3代目を取り扱う。

## 概要
耕洋丸 (2代)の代船として林兼造船下関造船所で建造され、1978年に就航した。
2007年、耕洋丸 (4代)の就航により引退した。2016年現在、「NORTHERN QUEEN」としてフィリピン共和国マクタン島のヨットハーバー「Cebu Yacht Club」付近の岸壁に係留されている。

## 設計
水産大学校の遠洋航海を含む乗船実習、漁業に関する調査研究を行う目的で建造された。
漁労設備として、船尾トロール漁法、マグロ延縄漁法、流し網漁法など設備を備える。前船はサイド・トロール型であったが、本船はスターン・トロール型に変更された。トロール装置は遠隔制御が可能で、投網・曳網・揚網が自動で行える。このほか魚群探知機、魚網監視装置、音響測深機などを備える。
調査研究設備として研究室2室が設けられており、第一研究室は海洋観測・水質分析、第二研究室は海洋生物調査を中心とした設備を備える。甲板上には観測用ウインチ3基（8,000m、5,000m、3,000m）が装備されており、トロール用ウインチの一部は観測用に転用可能である。
学生室は6名部屋、部員室は2名部屋とされた。日本で建造された船舶で初となる燃焼式汚水処理装置を搭載している。

## 登場する作品
- あやしい船医、南太平洋をゆく 角川書店,2000.7刊 医師であり医療ジャーナリストでもある永井明が船医として乗船し、執筆した[3]。